# Valentina Carvallo
Valentina Carvallo (Las Condes, 4 de septiembre de 1985) es una triatleta chilena y profesora de Educación Física. En el año 2012 ganó la Categoría Elite en el selectivo juvenil de Valdivia, y a la temporada siguiente se convirtió en la primera triatleta chilena que obtuvo el primer lugar en el Ironman de Pucón con un registro de 4 horas 39 minutos y 39 segundos.
Comenzó a competir en triatlón a los 24 años y rápidamente se convirtió en una referente de este deporte, consiguiendo importantes triunfos como la clasificación al mundial del IronMan 70.3.
En 2018 realizó el desafío 39 Latitudes, que consistía en 16 triatlones, en 16 días, recorriendo 16 regiones de Chile. La distancia empleada para este desafío fue la estándar (1,5 kilómetros de natación, 40 kilómetros de ciclismo y 10 de pedestrismo) 
Desde 2019, retomó las carreras outdoor para dedicarse al circuito XTerra, donde logró importantes resultados en distintas fechas internacionales.

## Palmarés
- Ganadora de la Categoría Elite en el Selectivo de Valdivia 2012.
- Ganadora del Ironman de Pucón 2013.
- Ganadora del Ironman de Pucón 2014.
- Bronce en los Premios ODESUR. Chile 2014
- Ganadora del Triatlón Quintero - Puchuncaví 2015.[4]
- Ganadora del Triatlón Internacional de La Paz - Argentina 2015

## Participación
- IronMan 70.3
- Triathlon WorldCup
- Triatlón Xterra